# 아시노호

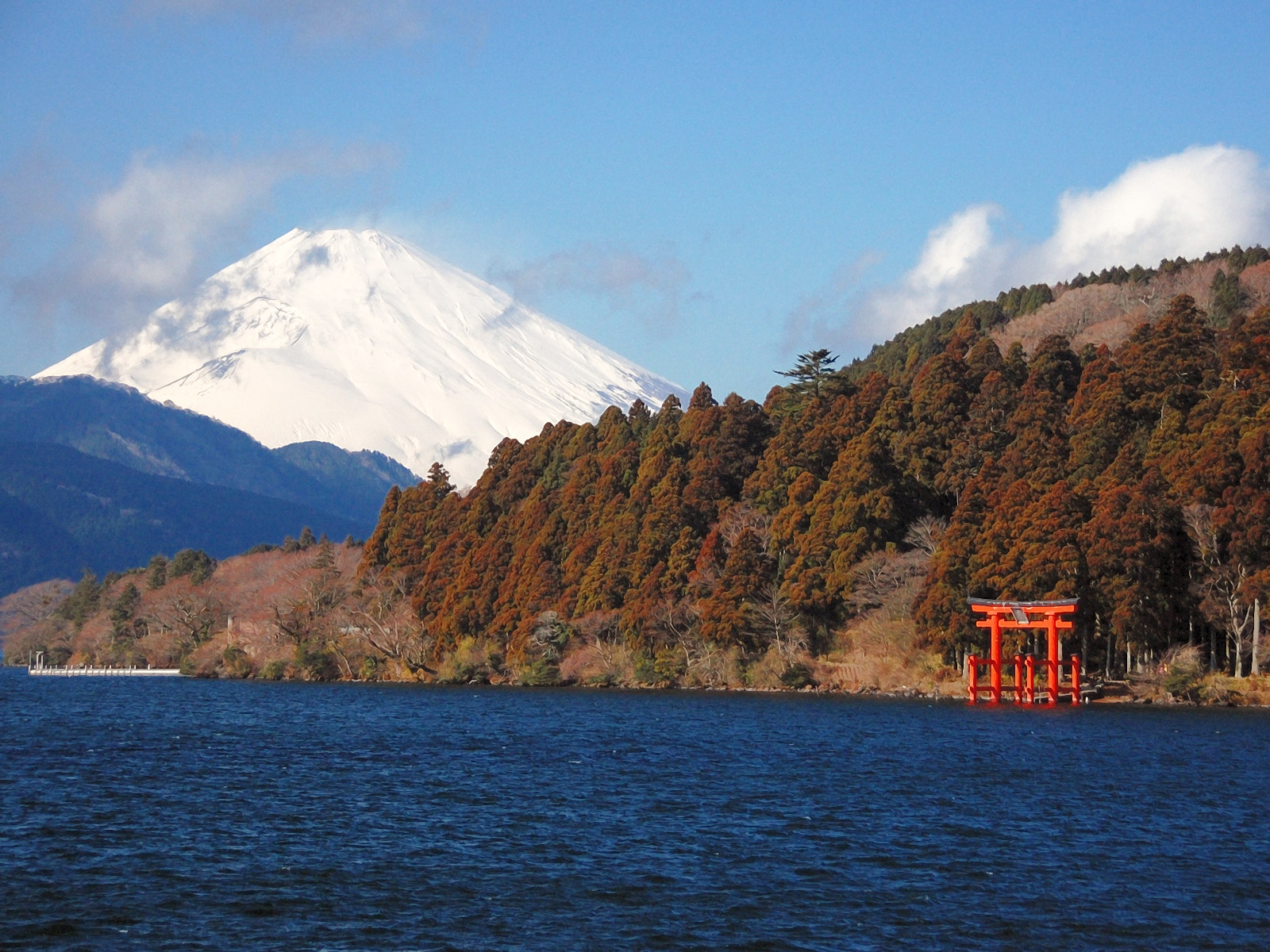
아시노 호와 후지 산

아시노 호(일본어: 芦ノ湖 아시노코[*])는 일본 가나가와현 아시가라시모군 하코네정에 있는 호수이다.
약 3000년 전에 하코네 산의 중앙화구구의 대규모의 수증기 폭발에 인해 이루어진 폐색호이다. 면적은 7.1 평방km, 깊이는 43.5m이며 수면 높이는 해발 723m이다. 호반 주변에는 수많은 경승지가 점재하고 있다. 낚시터 로서도 알려지다. 호수 위에는 하코네 해적선 및 아시노코 유람선 의 2계열의 관광 여객선이 운항되어 있다.